# متحف الشارقة البحري
متحف الشارقة البحري، وهو متحف أثري يركز على الحياة البحرية التي كانت جزءاً أساسياً من تراث الشارقة وتطورها، يمكن للزائر رؤية معروضات عن صيد اللؤلؤ وصيد السمك والتجارة البحرية ونماذج عن المراكب الشراعية الخشبية، بما في ذلك قارب صيد اللؤلؤ ومعدات الصيد وأدوات الغوص.

## عن المتحف
اُفتتح متحف الشارقة البحري للمرة الأولى في منطقة المريجه بتاريخ 9 أبريل عام 2003، ومن ثم تم نقل المتحف إلى مقره الجديد في منطقة الخان، وأُعيد افتتاحه بتاريخ 7 يونيو 2009. يقدم متحف الشارقة البحري شرحاً كاملاً عن سكان الشارقة وتقاليدهم البحرية، ويمكن لزائر المتحف من خلال معروضات  المتحف التعرف على تفاصيل الحياة البحرية لإمارة الشارقة البحرية، والموروث البحري الذي تم جمعه وتوثيقه من قبل أهالي الإمارات، في إطار سعي إدارة متاحف الشارقة إلى التركيز على الحياة البحرية الذين كان البحر جزءاً رئيسياً من الحياة اليومية لأكثر من 6 آلاف سنة، حيث كان سكان الشارقة يعتمدون على البحر في الغذاء والماء والتجارة مع المناطق الأخرى. ويستعرض طرق الصيد التقليدية القديمة والأهازيج البحرية ورحلات الغوص والرحلات التجارية إلى أقصى البحار والمحيطات، عبر السفن الخشبية التقليدية التي كانت تُستخدم لأغراض الصيد والتجارة والغوص بحثًا عن اللؤلؤ، والأنواع المختلفة للسفن التي تتباين أشكالها وفقًا لطبيعة استخداماتها.

## التصميم الداخلي
يتكون المتحف من طابقين، الأول يحتوي على قاعتين، الأولى فرعية والأخرى رئيسية، وتضم الفرعية العديد من الآثار القديمة، فيما تعرض الرئيسية نماذجاً وصوراً متعددة من السفن الشراعية، والقوارب، وأدوات الصيد، والأسماك، والغوص، بجانب صور لأهم الشخصيات البحرية والأدوات اليدوية التي اُستخدمت في بناء أنواع متعددة من السفن، ويحتوي الطابق الثاني على مكتبة وحجرة للدراسة والأبحاث وورش العمل.
عند الباب الرئيسي للمتحف وُضعت مجموعة من الصناديق الزجاجية التي تحتوي مجموعة من الآثار القديمة، من بينها لؤلؤة تعتبر أنها من أقدم اللآلىء في العالم، ويعود اكتشافها إلى سبعة آلاف سنة في موقع لمقبرة أثرية في الشارقة، وكانت تستخدم للزينة، كما يحتوي ركن الآثار على مجموعة من الأصداف القديمة ومخلفات بحرية، تمكن العلماء عن طريقها من التعرف على طبيعة النظام الغذائي لسكان الشارقة الذين كانوا يعيشون على المأكولات البحرية.
تعرض صالة المتحف البحري الرئيسية مجموعة من نماذج السفن والقوارب، التي تحاكي تلك التي كانوا القدماء يبحرون بها، من بينها الصمعا، وهو مركب إماراتي يشبه في شكله مركب السنبوك أحد أكثر المراكب العربية استخداماً، والصمعا أحد أشهر أنواع المراكب المستخدمة في صيد اللؤلؤ، في شمال الخليج العربي، الذي كان يضم طاقماً مؤلفاً من 50 إلى 60 فرداً، ويستخدم مجاديف القارب في إبعاده عن الشاطئ، حيث كان محوراً لأنشطة صيد اللؤلؤ والتجارة في المنطقة.

## أدوات الصيد
يضم المتحف أشكالاً عديدة من أدوات الصيد، أشهرها الخيط والميدار أي السنارة، ويعرض هذا القسم من المتحف مجموعة متنوعة من السنانير، التي كان استخدامها في صيد الأسماك أحد أقدم طرق البحث عن الغذاء، ولا تزال مستخدمة إلى اليوم، ومن بين المعروضات سنارة يرجع تاريخها إلى نحو 500 عام، تم اكتشافها في إحدى الأماكن الساحلية التابعة لإمارة الشارقة، مما يؤكد استخدام السنارة في صيد الأسماك في الخليج منذ العصور القديمة.
ومن بين عدة الصيد الموجودة «النيزة»، وهي قطعة حديدية لها ثلاثة رؤوس مدببة على شكل رمح، كانت تستخدم لصيد أسماك القبقب والنغر، و«المنتب»، وهي عصا سميكة لها سنارة كبيرة في نهايتها، وتستخدم لجذب الأسماك الكبيرة العالقة بالخيط خوفاً من قطعه وتوجد أيضا القرعة وتوضع على شباك القرقور، وتعتبر علامة لمعرفة مكان القرقور في المياه، كما يعرض في قسم أدوات الصيد «المكسر» أي شباك الصيد، و«الليخ» وهو عبارة عن شبكة صيد من خيوط القطن، و«الحلقة» وهي سنارة كبيرة تستخدم لصيد القرش، و«البلود» ومفردها بلد، وهو وزن من الرصاص يثبت في الخيط ليشده إلى القاع. كما توجد «السالية» وهي عبارة عن شباك دائرية مع أثقال، مثبتة حول حافتها بخيط لسحبها، وتطفو السالية على سطح الماء بعد رميها، لكن الأثقال المثبتة على الحافة تجعلها تغوص في الماء، ملتقطة في نزولها كل الأسماك العالقة مابين الشبك والقاع. وبجوار السالية يوجد «القرقور» وهي عبارة عن مصيدة مبتكرة على هيئة قبة، تستخدم في صيد الأسماك من دون إيذائها.
ومن بين المقتنيات التي يعرضها المتحف رأس حجري حاد يعتقد أنه كان يستخدم في صيد الأسماك أو الحيوانات البرية، كما يضم ركن الآثار قطعاً تم اكتشافها بفعل التبادل التجاري في المنطقة من بينها إناء صنع في دلمون بالبحرين، ومشط عاجي صنع من أنياب الفيل، وهو دليل على قيام علاقات تجارية مع الحضارة الهندية.

## فعاليات متحف الشارقة البحري
يستضيف متحف الشارقة البحري سنوياً مهرجان ساعة الأرض، بالإضافة إلى مهرجان سنوي يُقام بغرض تنظيف الشاطئ والميناء للمحافظة على موارد الطبيعة، وكذلك   المعارض المؤقتة التي يشارك فيها الطلبة والأطفال من مختلف الأعمار بهدف التوعية بأهمية وتاريخ مقتنيات المتحف.

## وصلات خارجية
الموقع الرسمي لمتحف الشارقة البحري